# Le Folgoët
Le Folgoët is een gemeente in het Franse departement Finistère, in de regio Bretagne. De plaats maakt deel uit van het arrondissement Brest. Le Folgoët telde op 1 januari 2022 3.290 inwoners. Op 8 september worden elk jaar de "Pardon"-processiesoptochten gehouden. Meestal wordt het opgevolgd door de Fest-Noz-feesten met de nodige folkloremuziek en klederdrachten.

## Geografie
De oppervlakte van Le Folgoët bedroeg op 1 januari 2022 9,77 vierkante kilometer; de bevolkingsdichtheid was toen 336,7 inwoners per km².

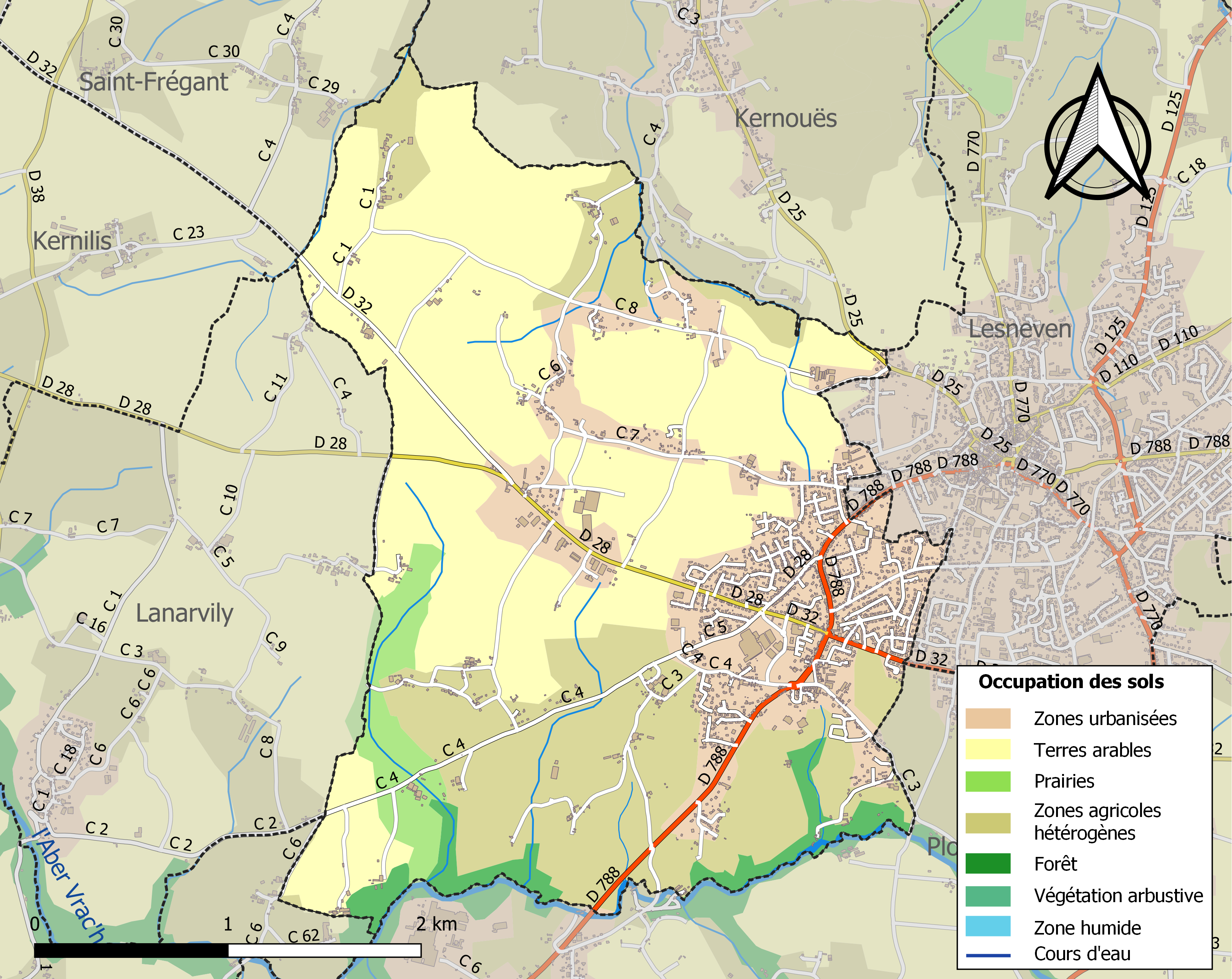
Kaart van de gemeente met belangrijkste infrastructuur, bodemgebruik en omliggende gemeenten

## Demografie
Onderstaande figuur toont het verloop van het inwonertal (bron: INSEE-tellingen).